# Serooskerke (Schouwen-Duiveland)
Pour les articles homonymes, voir Serooskerke.
Serooskerke est un village appartenant à la commune néerlandaise de Schouwen-Duiveland, situé dans la province de la Zélande. Le 2 janvier 2008, le village comptait 296 habitants.
Serooskerke était une commune indépendante jusqu'au 1er janvier 1961. À cette date, la commune fusionna avec Burgh, Haamstede, Noordwelle et Renesse pour former la nouvelle commune de Westerschouwen.

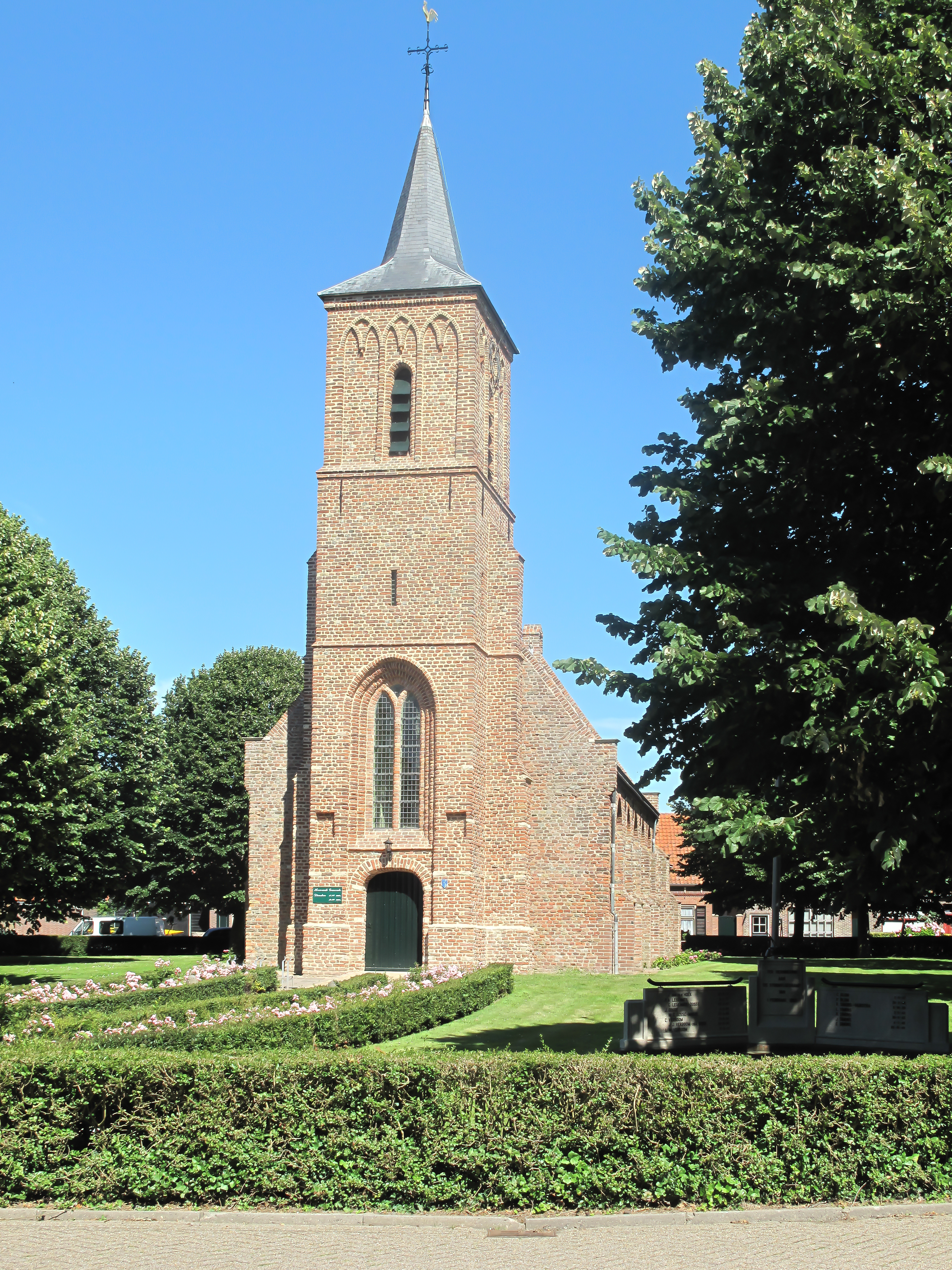
Serooskerke, église protestante